# グナグナ県
グナグナ県（フランス語：Gnagna）は、ブルキナファソの東部地方の県。県都はボガンデ。2006年の人口は約40.8万人。

## 行政区画

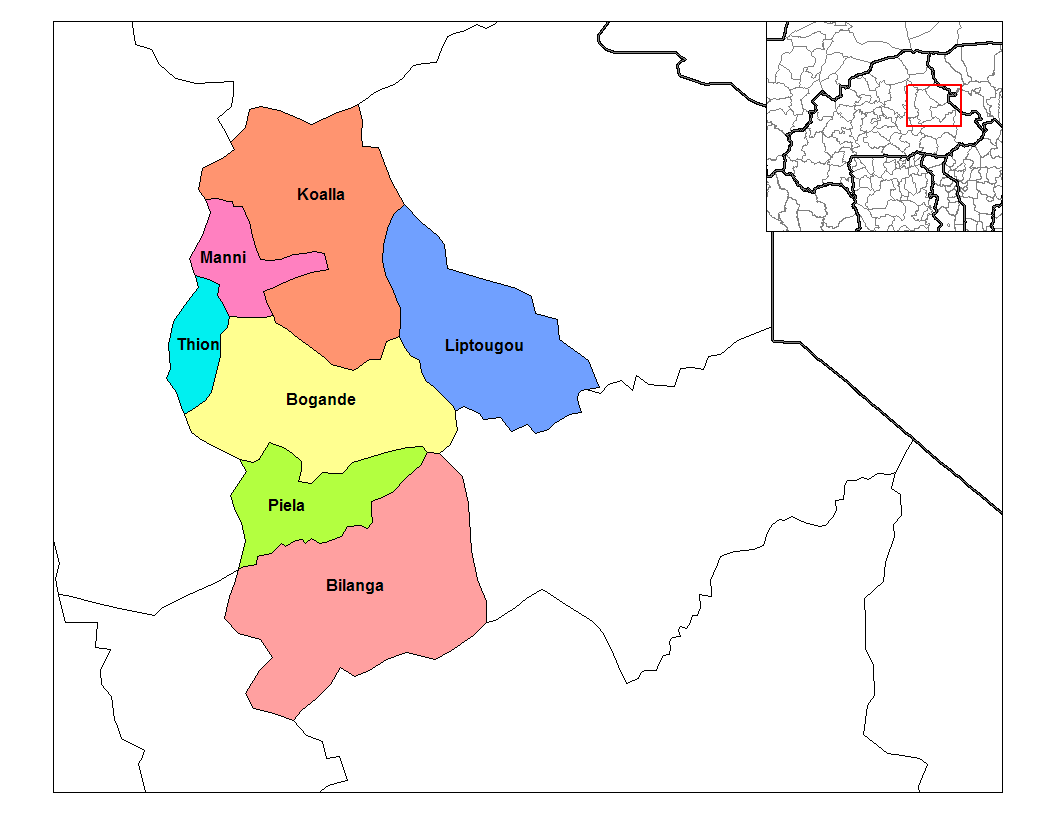
グナグナ県の郡

| 郡         | 郡都       | 2006年の人口 |
| ---------- | ---------- | ------------ |
| ビランガ   | ビランガ   | 92,667       |
| ボガンデ郡 | ボガンデ   | 82,892       |
| コアッラ郡 | コアッラ   | 43,370       |
| リトゥグー | リトゥグー | 41,807       |
| マニ郡     | マニ       | 68,293       |
| ピエラ郡   | ピエラ     | 55,672       |
| ティオン郡 | ティオン   | 23,038       |

## 地理
- 北：セノ県
- 北東：ヤガ県
- 南東：コモンジャリ県
- 南：グルマ県
- 南西：クリテンガ県
- 西：ナメテンガ県